# 宗氏 (賈渾)
宗氏（3世紀—305年），是西晉時期介休令贾浑的妻子。劉淵的將領喬晞攻破介休時賈渾被殺，當時宗氏只有二十多歲，有姿色，喬晞想佔為己有。宗氏怒罵道：「屠各奴！哪有殺了別人的丈夫還想對別人無禮，你們這樣做心安嗎？與其這樣何不快點把我殺了！」說完宗氏仰天大哭。喬晞於是將其殺死。劉淵聽說喬晞所作所為後大怒，將其貶職，並派人收葬賈渾和宗氏。

## 延伸阅读
[在维基数据编辑]
 《晉書·卷096》，出自房玄齡《晉書》